# USS Aaron Ward (DD-483)
Pour les articles homonymes, voir USS Aaron Ward.
L'USS Aaron Ward (DD-483) était un destroyer de classe Gleaves en service dans la Marine des États-Unis. Il était le second navire nommé en l'honneur du contre-amiral Aaron Ward. Il est coulé le 7 avril 1943 près de Tinete Point, dans les îles Florida au cours de l'opération I-Go. Son épave a été découverte le 4 septembre 1994.

## Construction
Sa quille a été posée le 11 février 1941 au chantier Federal Shipbuilding and Drydock Company à Kearny, dans le New Jersey. Il est lancé le 22 novembre 1941, parrainé par Mlle Hilda Ward et mis en service le 4 mars 1942 sous le Commander Orville F. Gregor.

## Historique
Après une période de tests dans le golfe du Maine, le navire part pour le Pacifique le 20 mai 1942 en transitant par le canal de Panama afin de rejoindre San Diego. Le navire joue un petit rôle dans la bataille de Midway, « soutenant les opérations en cours contre l'ennemi », en compagnie de quatre cuirassés et d'un porte-avions d'escorte, l'USS Long Island, à environ 1 200 miles (2 200 kilomètres) à l'ouest de San Francisco.
Après des opérations locales au large de la côte ouest, l'Aaron Ward navigue pour Hawaï le 30 juin 1942, puis aux îles Tonga avec Task Force 18. Il escorte ensuite l'USS Cimarron (en) à Nouméa. Par la suite affecté à des fonctions de contrôle des forces cherchant à couvrir et à réapprovisionner Guadalcanal, l'Aaron Ward assiste au torpillage du Wasp par le I-19 le 15 septembre 1942.
L'Aaron Ward effectue une mission de bombardement terrestre le 17 octobre. Il est pris pour cible par cinq bombardiers ennemis approchant de l'ouest. Ceux-ci se heurtent à un barrage antiaérien du navire et des canons présents sur le rivage. Trois bombes tombent à moins de 300 mètres à l'arrière du navire. Après la bataille, l'United States Marine Corps revendique deux des cinq attaquants détruits.
Le destroyer embarque Martin Clemens (en), ancien représentant consulaire britannique de Guadalcanal, le major C. M. Nees, USMC, et le caporal R. M. Howard, USMC, photographe. Quarante minutes après, le navire atteint sa zone de mission. Pendant trois heures, il pilonne des positions japonaises, puis débarque ses passagers après avoir été placé en état d'alerte en vue d'un raid aérien japonais, qui n'aboutira pas.
Trois jours après, l'Aaron Ward assiste au torpillage de l'USS Chester par l'I-176 . Il lance une attaque de charge de profondeur, sans résultats. Gravement endommagé, l'Aaron Ward l'escortera jusqu'à Espiritu Santo.
Fin octobre 1942, l'Aaron Ward bombarde des positions japonaises sur Guadalcanal en compagnie du croiseur léger USS Atlanta et des destroyers USS Benham, USS Fletcher et USS Lardner (en). Le groupe arrive au large de Lunga Point à 5 h 20 le 30 octobre, où ils rejoignent la 1re division des Marines, commandé par le major général Alexander Vandegrift.
Une heure plus tard, le Task Group atteint la zone de bombardement, l'Atlanta est le premier à ouvrir le feu tandis que les destroyers forment une colonne sur l'arrière. Après 711 cartouches de munitions de 5 pouces utilisés et aucune riposte, le navire retourne à Lunga Point.
L'Aaron Ward transporte des troupes et du matériel de guerre pour Guadalcanal les 11 et 12 novembre, abattant trois avions ennemis et en endommageant deux autres lors de son transit.
Le soir du 12 novembre, l'Aaron Ward et son groupe d'escorte, commandé par le contre-amiral Daniel J. Callaghan prennent la direction de l'est, escortant les transports sur « Ironbottom Sound » avant de mettre le cap sur Lengo Channel (en). Vers 1 h 25 le 13 novembre, les navires américains possédant un radar détectent la « Force des volontaires d'attaque » du contre-amiral Hiroaki Abe, composée des cuirassés Hiei et Kirishima, du croiseur léger Nagara et de 14 destroyers.
L'Aaron Ward, conduisant quatre destroyers à l'arrière de la colonne Callaghan, ouvre le feu sur un navire de guerre japonais. Après avoir tiré environ dix salves, deux torpilles passent sous sa coque, par chance sans provoquer de dégâts. Au même instant, l'USS Barton explose, torpillé par destroyer japonais Amatsukaze.
Quelques instants plus tard, il tire 25 salves sur l'Akatsuki qui coule avec la quasi-totalité de son équipage. Dans les minutes qui suivent, l'Aaron Ward reçoit huit coups directs d'un navire non identifié, probablement allié. Une heure plus tard, alors que l'eau s’engouffre dans le compartiment moteur, l'équipage parvient à l'aide d'une pompe à essence à pomper l'eau salée présente dans les réservoirs, parvenant à faire avancer lentement le navire pour évacuer au plus vite la zone.
Vers 6 h 35 du matin, le navire est remorqué par le Bobolink jusqu'au port de Tulagi. 15 hommes d'équipage ont été tués et 57 ont été blessés pendant la bataille. Après quelques réparations temporaires, l'Aaron Ward atteint Pearl Harbor le 20 décembre 1942 pour des réparations permanentes.
Le destroyer reprend le service le 6 février 1943, date à laquelle il rejoint la flotte des opérations d'escorte. Au cours d'un transit avec un convoi le 20 mars, il repousse une attaque d'avions japonais. Le 7 avril, il escorte l'USS Ward et trois Landing Craft Tank des îles Russell jusqu'à Savo. Un peu plus tard dans la soirée, il est attaqué et touché de son côté bâbord par trois bombes larguées de trois avions japonais. Incontrôlable et sans défense, le navire finit par couler à 21 h 35, au large des îles Florida. Vingt hommes sont morts, 59 ont été blessés, et sept sont portés disparus.
Le 4 septembre 1994, l'épave est retrouvée à 70 mètres de profondeur. Elle est explorée pour la première fois le 25 septembre 1994. En raison de la profondeur, les plongeurs sont limités à environ 15 minutes, dus aux paliers de décompression.

## Décorations
L'Aaron Ward a reçu quatre battle stars pour son service pendant la Seconde Guerre mondiale.